# Symsagittifera psammophila
Symsagittifera psammophila är en plattmaskart som först beskrevs av Beklemischev 1957.  Symsagittifera psammophila ingår i släktet Symsagittifera och familjen Sagittiferidae.
Artens utbredningsområde är Svarta Havet. Inga underarter finns listade i Catalogue of Life.